# Kozjan
Kozjan is een plaats in de gemeente Plitvička Jezera in de Kroatische provincie Lika-Senj. De plaats telt 3 inwoners (2001).